# Pölle 29 (Quedlinburg)

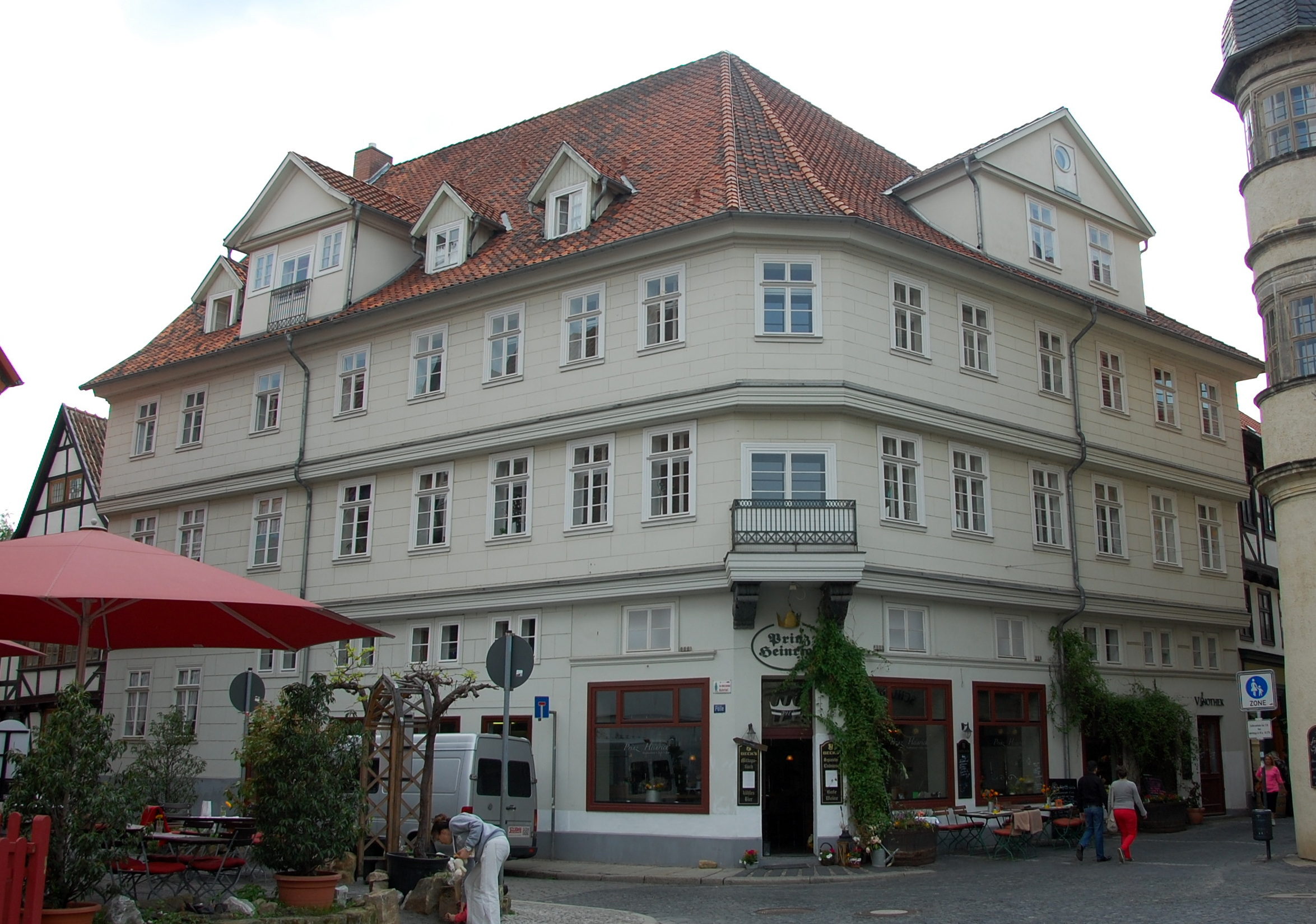
Haus Pölle 29

Das Haus Pölle 29 ist ein denkmalgeschütztes Gebäude in der Stadt Quedlinburg in Sachsen-Anhalt.

## Lage
Es befindet sich östlich des Marktplatzes der Stadt an der Ecke der Straße Pölle zur Bockstraße. Das Gebäude gehört zum UNESCO-Weltkulturerbe und ist im Quedlinburger Denkmalverzeichnis als Bürgerhof eingetragen.

## Architektur und Geschichte
Das große dreigeschossige Fachwerkhaus entstand um 1660. Als Verzierungen wurden Knaggen und Diamantbalkenköpfe verwendet. Letztere sind am südlichen Giebel des Hauses erhalten. In der Zeit um 1840 erhielt das Gebäude eine Putzgliederung der Fassade im Stil des Klassizismus.
Auf der Seite des Grundstücks zur Jüdengasse hin befindet sich als Rest der ehemaligen Hofbebauung ein ebenfalls in Fachwerkbauweise errichtetes Gebäude. 
Im Erdgeschoss des Vorderhauses befindet sich das Restaurant Prinz Heinrich. (Stand 2014) Von dem Lokal wird das gegenüber liegende Grundstück Pölle 30 für Freiluftgastronomie genutzt.